# Nikolái Vlásik
Nikolai Sidorovich Vlasik (ruso: Никола́й Си́дорович Вла́сик; 22 de mayo de 1896-18 de junio de 1967) fue un oficial de alto rango de la seguridad estatal soviética (NKVD-NKGB-MGB), teniente general, conocido como jefe de la seguridad personal de Iósif Stalin de 1931 a 1952. Murió en 1967.

## Primeros años de vida
Nikolai Vlasik nació en una familia de campesinos pobres en el pueblo de Bobynichi en Slonimsky Uyezd de la gobernación de Grodno (la actual región de Grodno en Bielorrusia) del Imperio ruso el 22 de mayo de 1896.
Reclutado en el ejército ruso en marzo de 1915, obtuvo la Cruz de San Jorge durante la Primera Guerra Mundial y, en el momento de la Revolución de Octubre en noviembre de 1917, tenía el rango de cabo.
En noviembre de 1917 comenzó a servir en la milicia de Moscú. En septiembre de 1919 se trasladó a la Cheka. En enero de 1926 se había convertido en el principal representante de la rama operativa de la OGPU. Además, Vlasik ocupó puestos de supervisión en la sección de operaciones, que incluían la protección de los jefes del partido y del gobierno.
Durante muchos años, Vlasik sirvió como jefe del servicio de protección personal de Stalin en el Kremlin, a partir de 1931 (este servicio estaba subordinado directamente a Stalin e independiente de la policía secreta, la NKVD). También se convirtió, en esencia, en un miembro de la familia de Stalin. Después de la muerte de la esposa de Stalin, Nadezhda Alliluyeva en 1932, también ejerció como tutor de los hijos de Stalin y prácticamente desempeñó las funciones de mayordomo.

## Arresto

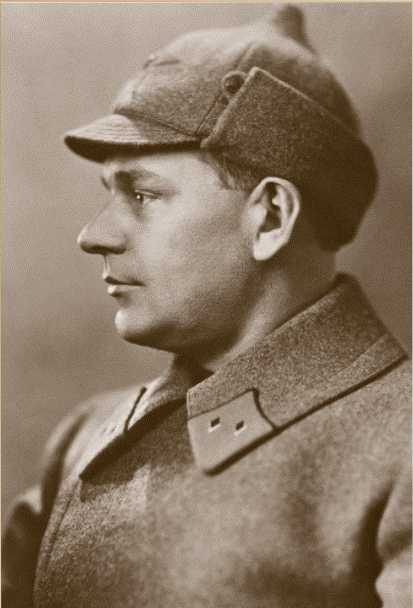
Vlasik en la década de 1920

El 15 de diciembre de 1952, Vlasik fue destituido de su cargo y pronto arrestado por cargos relacionados con el complot de los médicos. Inmediatamente después de la muerte de Stalin, todos los médicos acusados fueron puestos en libertad y se retiraron los cargos contra ellos. Sin embargo, Vlasik no fue puesto en libertad y los cargos en su contra se cambiaron a abuso de poder y malversación de fondos. En 1955, fue despojado de su rango de general y de todas las condecoraciones y exiliado durante diez años a Krasnoyarsk. De conformidad con una amnistía anterior de 1953, su sentencia se redujo a cinco años. En 1956, Vlasik fue indultado pero no se le restableció su rango. En el año 2000, 33 años después de su muerte, su sentencia fue anulada y quedó completamente exonerado.
En sus memorias, Vlasik escribió: "Stalin me hirió gravemente. Durante 25 años de hacer un trabajo irreprochable, sin recibir más que estímulos y premios, fui excluido del Partido y encarcelado. Por mi fidelidad ilimitada, me entregó al cargo de mis enemigos. Pero nunca, ni por un minuto de la condición en la que me encontraba, a cualesquiera que fueran las burlas que fui expuesto mientras estaba en prisión, tuve en mi alma alguna malicia contra Stalin".

## Premios
- Cruz de San Jorge, 4ª clase
- Tres Órdenes de Lenin (26 de abril de 1940, 21 de febrero de 1945, 16 de septiembre de 1945)
- Orden de la Bandera Roja, cuatro veces (28 de agosto de 1937, 20 de septiembre de 1943, 3 de noviembre de 1944)
- Orden de la Estrella Roja (14 de mayo de 1936)
- Orden de Kutuzov, 1.ª clase (24 de febrero de 1945)
- Medalla del Jubileo "XX Años del Ejército Rojo Obrero y Campesino" (22 de febrero de 1938)
- Trabajador de Honor de la Cheka-GPU, dos veces (20/12/1932, 16/12/1935)